# Costa di Hillary
La costa di Hillary (79°20′S 161°00′E) è una porzione della costa della Dipendenza di Ross, in Antartide. In particolare, la costa di Shackleton si estende a fianco margine occidentale della Barriera di Ross, precisamente tra capo Selborne (80°23′S 160°45′E), alla bocca dell'insenatura di Barne, a sud-est, e la scogliera Minna (78°31′S 166°25′E), un promontorio roccioso alla bocca della baia di Moore, a nord-ovest, e confina a sud-est con la costa di Shackleton e a nord-ovest con la costa di Scott (e quindi con la Terra della Regina Vittoria).

## Storia
Questo tratto di costa è stato così rinominato nel 1961 dal Comitato neozelandese per i toponimi antartici in onore di Sir Edmund Hillary, comandante della sezione neozelandese della Spedizione transantartica del Commonwealth (1956-58).